# Purple
Purple är ett musikalbum av Stone Temple Pilots som släpptes i juni 1994 på Atlantic Records. Skivtiteln är skriven med kinesiskt tecken på framsidan. Gruppen fick tre hitsinglar med albumet: "Interstate Love Song", "Vasoline" och "Big Empty". Albumet är mer varierat i stil än deras grungeinspirerade debutalbum Core. Det blev också en större framgång kommersiellt sett.

## Låtlista
1. "Meatplow" - 3:37
2. "Vasoline" - 2:56
3. "Lounge Fly" - 5:18
4. "Interstate Love Song" - 3:14
5. "Still Remains" - 3:33
6. "Pretty Penny" - 3:42
7. "Silvergun Superman" - 5:16
8. "Big Empty" - 4:54
9. "Unglued" - 2:35
10. "Army Ants" - 3:46
11. "Kitchenware & Candybars" - 8:07

Japanska utgåvor har en extralåt med titeln "Andy Warhol" som tolfte och sista spår.

## Listplaceringar
- Billboard 200, USA: #1[1]
- UK Albums Chart, Storbritannien: #10[2]
- VG-lista, Norge: #11[3]
- Topplistan, Sverige: #6[4]